# Jüdischer Friedhof (Walsdorf)

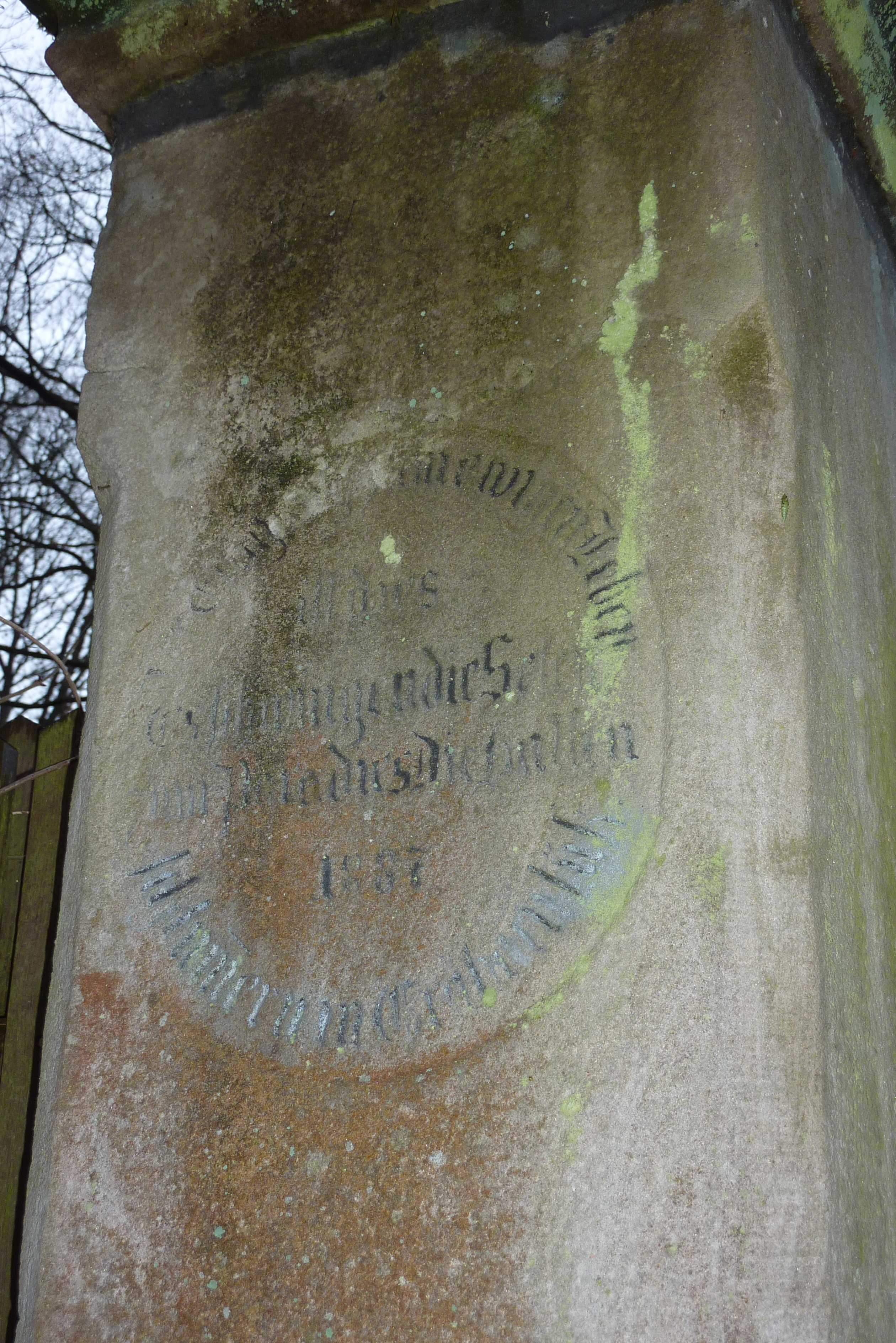
Linker Pfeiler der Eingangspforte zum jüdischen Friedhof in Walsdorf

Ansicht des jüdischen Friedhofs in Walsdorf

Der Jüdische Friedhof Walsdorf ist ein jüdischer Friedhof in Walsdorf, einer Gemeinde im oberfränkischen Landkreis Bamberg, der erstmals 1628 urkundlich erwähnt wird. Er befindet sich außerhalb des Ortes Walsdorf, einen Kilometer in Richtung Steinsdorf auf der linken Seite direkt an der Landstraße.

## „Haus der Ewigkeit“
Die Inschrift an den Pfeilern der Eingangspforte (links auf Deutsch und rechts auf Hebräisch; s. erstes Foto) lautet auf Deutsch: „Der Eingang zum ewigen Leben ist dies. Es schwingen die Seelen zum Paradies. Die Hüllen schlummern in Gräbern süß. 1887“
Im Jahr 1887 wurde die Eingangspforte neu errichtet.

## Geschichte
Der jüdische Friedhof in Walsdorf bestand schon vor seiner ersten urkundlichen Erwähnung. Der 70,10 Ar große Friedhof war bis 1851 die Begräbnisstätte der Bamberger jüdischen Gemeinde. Er war seit dem 17. Jahrhundert gemeinsames Eigentum der jüdischen Gemeinden Bamberg, Bischberg, Burgebrach, Grassmansdorf, Lisberg, Reichmannsdorf, Trabelsdorf, Trunstadt, Viereth und Walsdorf. Heute sind noch etwa 1100 Grabsteine vorhanden. Die meisten sind aus Sandstein und nur wenige jüngere aus Granit.
Der ältere Teil des Friedhofs liegt hinter dem Eingangstor und der jüngere am Hang des steil abfallenden Geländes. Der Friedhof wurde im 20. Jahrhundert mehrfach geschändet.

## Taharahaus

Taharahaus des jüdischen Friedhofs in Walsdorf

Im Jahr 1742 wurde ein neues Taharahaus in Fachwerkbauweise errichtet. Das circa 12 m × 8,6 m große Gebäude wird von der Ostseite her betreten. Von einem circa vier Meter langen Gang aus sind die vier Räume erreichbar. Im ersten Raum links befindet sich ein alter Tahara-Tisch. Zwei Tafeln an der Wand besagen, dass das Gebäude 1742 auf Kosten des Elieser Lippmann und seiner Frau erbaut wurde.